# Victoria Wicky
Victoria Wicky (ur. 1982) – francuska snowboardzistka, brązowa medalistka mistrzostw świata.

## Kariera
Pierwszy raz na arenie międzynarodowej pojawiła się 22 stycznia 2000 roku w Font-Romeu, gdzie w zawodach FIS Race zajęła jedenaste miejsce w snowcrossie. W 2002 roku wystartowała na mistrzostwach świata juniorów w Rovaniemi, zajmując czwarte miejsce w tej konkurencji.
W zawodach Pucharu Świata zadebiutowała 17 listopada 2000 roku w Tignes, gdzie zajęła dziewiąte miejsce w snowcrossie. Tym samym już w swoim debiucie wywalczyła pierwsze pucharowe punkty. Nigdy nie stanęła na podium zawodów tego cyklu, najlepsze wyniki osiągnęła 6 września 2001 roku w Valle Nevado i 30 stycznia 2002 roku w Bad Gastein była piąta. Najlepsze wyniki osiągnęła w sezonie 2001/2002, kiedy to zajęła dziewiąte miejsce w klasyfikacji snowcrossu.
Jej największym sukcesem jest brązowy medal w snowcrossie wywalczony na mistrzostwach świata w Kreischbergu w 2003 roku. W zawodach tych wyprzedziły ją jedynie jej rodaczka, Karine Ruby i Austriaczka Ursula Fingerlos. Była też dziesiąta podczas rozgrywanych dwa lata wcześniej mistrzostw świata w Madonna di Campiglio. Nie startowała na igrzyskach olimpijskich.
W 2006 r. zakończyła karierę.

## Osiągnięcia

### Mistrzostwa świata
| Miejsce | Dzień       | Rok  | Miejscowość          | Konkurencja | Zwyciężczyni |
| ------- | ----------- | ---- | -------------------- | ----------- | ------------ |
| 10.     | 28 stycznia | 2001 | Madonna di Campiglio | Snowcross   | Karine Ruby  |
| 3.      | 19 stycznia | 2003 | Kreischberg          | Snowcross   | Karine Ruby  |

### Puchar Świata

#### Miejsca w klasyfikacji generalnej
- sezon 2000/2001: 58.
- sezon 2001/2002: -
- sezon 2002/2003: -
- sezon 2003/2004: -
- sezon 2004/2005: -
- sezon 2005/2006: 85.

#### Miejsca na podium
Wicky nigdy nie stawała na podium zawodów PŚ.